# Darul Uloom Haqqania
Darul Uloom Haqqania o Jamia Dar al-Ulum Haqqania (en urdu: دار العلوم حقانیہ‎) es un seminario islámico (darul uloom o madrasa) de la ciudad de Akora Khattak, provincia de Khyber Pakhtunkhwa, noroeste de Pakistán. 
El seminario propaga las doctrinas de la escuela hanafi deobandi del Islam suní. Fue fundado por Maulana Abdul Haq siguiendo el modelo del seminario Darul Uloom Deoband de la India, donde había enseñado. Ha sido apodada la "Universidad de la Yihad" debido a sus métodos y contenidos de instrucción, así como por las posteriores actividades de sus antiguos alumnos. Varios miembros destacados de los talibanes, entre los que se incluye el antiguo jefe Akhtar Mansour, estudiaron aquí.